# Edwin Pyle
Edwin Pyle, född 24 december 1891 i Jersey City, död 24 februari 1961 i New Haven, Connecticut, amerikansk ortoped.
Han studerade ortopedisk kirurgi på Columbia University och efter första världskriget började han praktisera i New York. Efter att ha varit verksam vid St. Lukes sjukhus flyttade han till Connecticut och verkade vid Waterbury sjukhus.
Det är efter Edwin Pyle som Pyles syndrom är uppkallat.